# Echeveria novogaliciana
Echeveria novogaliciana är en fetbladsväxtart som beskrevs av J.Reyes, Brachet, O.González. Echeveria novogaliciana ingår i släktet Echeveria och familjen fetbladsväxter. Inga underarter finns listade i Catalogue of Life.